# Geoff Hoon
Geoff Hoon, właśc. Geoffrey William Hoon (ur. 6 grudnia 1953 w Derby) – brytyjski polityk, członek Partii Pracy, były minister obrony i minister transportu w rządach laburzystowskich. W latach 2005–2006 Przewodniczący Izby Gmin.
Syn pracownika kolei Ernesta Hoona i June Collett. Wykształcenie odebrał w Nottingham High School. Zanim zaczął studiować pracował w latach 1972–1973 w fabryce mebli. Następnie rozpoczął studia w Jesus College na Uniwersytecie Cambridge. W 1974 r. uzyskał tytuł bakałarza nauk prawnych, a później magistrem prawa. W latach 1976–1982 wykładał prawo na uniwersytecie w Leeds. Prowadził także gościnnie wykłady na amerykańskim uniwersytecie w Louisville. W 1978 r. rozpoczął praktykę adwokacją w Grey’s Inn. W latach 1982–1984 prowadził praktykę adwokacką w Nottingham.
W 1984 r. został wybrany do Parlamentu Europejskiego jako przedstawiciel hrabstwa Derbyshire. W 1992 r. uzyskał mandat w Izbie Gmin jako reprezentant okręgu Ashfield. Swoją pierwszą mowę na forum parlamentu wygłosił 20 maja 1992 r.
W 1994 r. został jednym z whipów opozycji, a rok później stał się jej głównym rzecznikiem ds. handlu i przemysłu. Po dojściu jego partii do władzy w 1997 r. został parlamentarnym podsekretarzem stanu, a następnie ministrem stanu w Departamencie Lorda Kanclerza (resorcie sprawiedliwości). W 1999 r. był krótko ministrem stanu w ministerstwie spraw zagranicznych, a następnie otrzymał nominację na ministra obrony. W 1999 r. został członkiem Tajnej Rady.
Jako kierownik resortu obrony poparł w 2003 r. amerykańską inwazję na Irak. Po opublikowaniu raportu Huttona, uznającego informacje o irackiej broni biologicznej za niewiarygodne, domagano się dymisji Hoona. Hoon pozostał jednak na swoim stanowisku. 21 lipca 2004 r. ogłosił plan reorganizacji Brytyjskich Sił Zbrojnych.
Po wyborach z 2005 r. został Lordem Tajnej Pieczęci i przewodniczącym Izby Gmin. W maju 2006 r. powołano go na urząd ministra stanu ds. europejskich. 28 czerwca 2007 r. nowy premier Gordon Brown powierzył mu kierowanie zespołem whipów partii rządzącej, co tradycyjnie wiąże się ze stanowiskiem rządowym parlamentarnego sekretarza skarbu (co oznacza jednego z wiceministrów w resorcie finansów). W październiku 2008 r. Hoon został przeniesiony na stanowisko ministra transportu. Stanowisko to utracił 5 czerwca 2009 r.
Początkowo zamierzał kandydować w kolejnych wyborach parlamentarnych w 2010 r., ale ostatecznie 11 lutego 2010 r. ogłosił, że podjął decyzję o niestartowaniu w wyborach.
W 1981 w Ilkeston Hoon poślubił Elaine Anne Dumelow. Małżonkowie mają razem syna (ur. w czerwcu 1985 r.) i dwie córki (ur. w grudniu 1987 r. i czerwcu 1990 r.). Hoon interesuje się muzyką z lat 60. i 70.